# Emma Snowsill
Emma Laura Snowsill (Gold Coast, 15 giugno 1981) è una triatleta australiana.

## Palmarès
- Olimpiadi
  - Pechino 2008: oro
- Campionati del mondo di triathlon
  - Losanna 2006: oro
  - Gamagori 2005: oro
  - Queenstown 2003: oro
  - Amburgo 2007: argento
- Giochi del Commonwealth
  - Melbourne 2006: oro

## Titoli
- Campionessa dei Giochi del Commonwealth di triathlon (Élite) - 2006